# فرجينيا مارتينيز
فرجينيا مارتينيز (بالإسبانية: Virginia Martínez Fernández)‏ هي موزعة إسبانية، ولدت في 1979.